# 大塚滋 (食物史学者)
大塚 滋（おおつか しげる、1928年2月1日 - 2023年8月8日）は、日本の食品化学者、食物史研究者、『文学雑誌』同人。元武庫川女子大学教授。
専攻は食文化論、食品化学。

## 経歴
新潟県生まれ。大阪大学理学部卒。1961年「肝臓ニトロ基還元酵素系に関する研究」で理学博士。大阪府立大学助教授、東洋食品工業短期大学教授、米国マサチューセッツ州ウースター生物学研究所研究員、武庫川女子大学教授、同生活美学研究所研究員、1998年退職。
2023年8月8日死去。95歳没。

## 著書
- 『ああ星条旗 アメリカの顔』朝日新聞社 1970
- 『たべもの文明考』朝日新聞社 1971
- 『未来のたべもの』山県和彦絵 ポプラ社の少年文庫 1972
- 『食の文化史』中公新書 1975(<読みなおす日本史>吉川弘文館 2021　ISBN　9784642071611)
- 『たべもの文明考』朝日選書 1978
- 『食の生活学』東京書籍 東書選書 1979
- 『農業・園芸・水産業への道』（君たちの将来は）ポプラ社 1980
- 『たべもの事始』淡交社 1984　『カレーライスがやって来た 日本たべもの事始』朝日文庫
- 『しょうゆ世界への旅』東洋経済新報社 1987
- 『<食>の昭和史 2　主食が変わる パン・麺』日本経済評論社 1989
- 『味の文化史』朝日新聞社 1990
- 『野の牝鶏』（小説集）編集工房ノア 1994
- 『元気のでる野菜!』峰村りょうじ絵 健学社 栄養と健康・絵本シリーズ 1997
- 『パンと麺と日本人 小麦からの贈りもの』集英社 1997
- 『食育うんちく事典』健学社 2008

### 共編著
- 『食物誌』石毛直道,篠田統共著 中公新書 1975
- 『酢の科学』飴山実共編 朝倉書店 シリーズ<食品の科学>　1990
- 『21世紀の調理学 調理文化学』川端晶子共編著 建帛社 1996
- 『世界の食文化』全20巻　石毛直道監修 樺山紘一,川北稔,熊倉功夫,本間千枝子,南直人共編 農山漁村文化協会　2003-08

### 翻訳
- エリザベス・M・ウエラン,フレドリック・J.ステア『食卓の恐怖 食品神話の陥し穴』日刊工業新聞社 1976

## 論文
- Cinii(法哲学者のものが混在)